# Tulihe (köpinghuvudort i Kina, Inner Mongolia Autonomous Region, lat 50,48, long 121,67)
Tulihe (kinesiska: 图里河, 图里河镇) är en köpinghuvudort i Kina. Den ligger i den autonoma regionen Inre Mongoliet, i den norra delen av landet, omkring 1 300 kilometer nordost om regionhuvudstaden Hohhot. Antalet invånare är 35 957. Befolkningen består av 17 659 kvinnor och 18 298 män. Barn under 15 år utgör 6,0 %, vuxna 15-64 år 77 %, och äldre över 65 år 15,0 %.
Runt Tulihe är det glesbefolkat, med 14 invånare per kvadratkilometer. Det finns inga andra samhällen i närheten. I omgivningarna runt Tulihe växer i huvudsak blandskog.